# Baierbach (Kocher)
Der Baierbach ist ein etwa 2,5 km langer Bach, der sich in die Hohenloher Ebene eingräbt und wenig unterhalb des Weilers Weilersbach der Gemeinde Braunsbach im Landkreis Schwäbisch Hall im nördlichen Baden-Württemberg von links und insgesamt etwa Südwesten in den mittleren Kocher mündet.

## Geographie

### Verlauf
Das Quellgebiet des Baierbachs liegt im Kocheneck etwas nördlich des Kupferzeller Weilers Rüblingen. Hier entstehen auf der wenig hügeligen, im Osten an den Kochertaleinschnitt grenzenden Kupferzeller Ebene der Hohenloher Ebene zwei baum- und strauchlose Quellgräben. Der längere rechte entsteht auf etwa 403 m ü. NHN westlich der Waldbezirke Eichholz und Mittelholz zwischen den Feldgewannen Schlaggasse, Hart und Baierhalde und zieht neben einem Feldweg etwa 0,4 km weit schnurgerade westwärts. Dann vereint er sich auf etwa 391 m ü. NHN mit dem nur halb so langen linken Quellgraben aus dem Südwesten, der ansonsten ein gleiches Bild zeigt.
Der so vereinte Bach verläuft auf den ersten wenigen hundert Metern in seiner Muldenmitte ungefähr nordwärts über freies Feld, auch er ist begradigt und von einem Feldweg begleitet, wenige Bäume stehen am Ufer. Dann tritt er in die bewaldete Brandklinge ein, wo er nun natürlich schlängelnden Verlauf zeigt, bald in ostnordöstliche Richtung umschwenkt und über dem Lauf teilweise Felsen stehen. In dieser sich stark eintiefenden Klinge fällt er über mehrere Katarakte in den feingeschichteten Muschelkalk-Bänken. Am rechten Unterhang der Klinge verläuft ein Waldwirtschaftsweg ins Kochertal. Etwa zwei Kilometer nach der Vereinigung seiner Quellgräben mündet der Baierbach wenig abwärts und gegenüber dem letzten Talweiler Weilersbach von Braunsbach in den Kocher; auf dem letzten Teil seines Unterlaufs ist der Bach meist Kreis- und Gemeindegrenze von Braunsbach zur Stadt Künzelsau im Hohenlohekreis, deren Gebiet schon ab dem Laufknick ans linke Ufer reicht.

### Einzugsgebiet
Der Baierbach entwässert ein Gebiet von 1,5 km² zum mittleren Kocher. Sein höchster Punkt an der Südostecke nahe dem Wasserreservoir östlich von Rüblingen am Waldrand erreicht etwa 416 m ü. NHN.
Reihum liegen die Einzugsgebiete der folgenden Nachbargewässer an:
- Im Süden fließt der Rößegraben durch Rüblingen zum Rüblinger Bach, dessen Abfluss dann über den Eschentaler Bach oberhalb des Baierbachs in den Kocher mündet;
- im Südwesten grenzt nur kurz das Entwässerungsgebiet des Lietenbachs an, der über die Kupfer weit abwärts des Baierbachs den Kocher speist;
- im Westen liegt das Quellgebiet des Bauersbachs, rechter Oberlauf des Künsbachs, der weniger weit abwärts in den Kocher läuft;
- im Nordwesten entsteht nahe der Etzlinsweiler Bach, der ebenfalls dem abwärtigen Kocher zuläuft;
- im Osten gibt es außer einem kurzen und unbeständigen Klingenbach in einer anderen, kleineren Brandklinge keine Zuflüsse zum nahen Kocher.

### Zuflüsse
- (Feldweggraben), rechter Oberlauf aus dem Osten, ca. 0,4 km.[LUBW 4] Entsteht auf etwa 403 m ü. NHN an einem Feldwegdreieck am Feldgewann Hart und läuft zwischen Schlaggasse links und Baierhalde rechts.
- (Feldweggraben), linker Oberlauf aus dem Südosten zwischen Schlaggasse und Schorren, unter 0,2 km.[LUBW 4]
- (Quellabfluss), von links und Nordosten auf etwa 350 m ü. NHN am Nordnordostknick des Bachs aus dem Waldgewann Mehlbast, ca. 0,1 km.[LUBW 4] Unbeständig.

## Geologie und Naturräume
Die Quellbäche des Baierbaches entstehen in der Lettenkeuper-Auflage (Erfurt-Formation des Unterkeupers)  der Hohenloher Ebene. Bei den ersten Muldenbildungen erreichen sie den Oberen Muschelkalk, in den das Tal sich steil und eng eintieft, um bald darauf in den Mittleren Muschelkalk und dann in den Unteren Muschelkalk einzutreten. Er mündet schließlich im schmalen Hochwassersedimentband beidseits des Kochers. Die Höhen der westlichen Wasserscheide und die Kuppe des Mittelholzes an der östlichen sind von Lösssediment aus quartärer Ablagerung überdeckt.
Naturräumlich liegt der deutlich überwiegende Teil des Einzugsgebietes im Unterraum Kupferzeller Ebene und Kocheneck der Hohenloher und Haller Ebene, der unterste Lauf liegt im Unterraum  Mittleres Kocher- und Unteres Bühlertal des Nachbar-Naturraums Kocher-Jagst-Ebenen.
Der weit überwiegende Gebietsanteil gehört zur Gemeinde Kupferzell, am Unterlauf liegen dann Künzelsauer Gebiet linksseits und später auch Braunsbacher Gebiet rechtsseits des Laufes. Die Gemarkunganteile der beiden letzten gehören zu Landschaftsschutzgebieten (Kochertal bei Kocherstetten, Kochertal zwischen Schwäbisch Hall und Weilersbach mit Nebentälern).

## Flora & Fauna
Der Baierbach führt saisonal relativ wenig Wasser, so dass es keine dauerhaften Fischbestände gibt. Im tief eingeschnittenen mittleren und unteren Tal steht Buntlaubholz. Am Bach selbst gibt es dort daher nur eine spärliche Vegetation von Moosen und Algen.
Im durch den Taleinschnitt aufgeschlossenen Muschelkalk finden sich immer wieder Fossilien.

### LUBW
Amtliche Online-Gewässerkarte mit passendem Ausschnitt und den hier benutzten Layern: Lauf und Einzugsgebiet des Baierbachs

Allgemeiner Einstieg ohne Voreinstellungen und Layer: Daten- und Kartendienst der Landesanstalt für Umwelt Baden-Württemberg (LUBW) (Hinweise)
1. 1 2 3  Höhe nach dem Höhenlinienbild auf dem Hintergrundlayer Topographische Karte.
2. ↑  Länge nach dem Layer Gewässernetz (AWGN).
3. ↑  Einzugsgebiet aufsummiert aus den Teileinzugsgebieten nach dem Layer Basiseinzugsgebiet (AWGN).
4. 1 2 3  Länge abgemessen auf dem Hintergrundlayer Topographische Karte.
5. ↑  Schutzgebiete nach den einschlägigen Layern, Natur teilweise nach dem Layer Biotop.

### Andere Belege
1. ↑  Geologie nach den Layern zu Geologische Karte 1:50.000 auf: Mapserver des Landesamtes für Geologie, Rohstoffe und Bergbau (LGRB) (Hinweise)
2. ↑  Wolf-Dieter Sick: Geographische Landesaufnahme: Die naturräumlichen Einheiten auf Blatt 162 Rothenburg o. d. Tauber. Bundesanstalt für Landeskunde, Bad Godesberg 1962. → Online-Karte (PDF; 4,7 MB)